# Поду Попа Наје (Ђурђу)
Поду Попа Наје (рум. Podu Popa Nae) насеље је у Румунији у округу Ђурђу у општини Гаисени. Oпштина се налази на надморској висини од 130 m.

## Становништво
Према подацима из 2002. године у насељу је живело 224 становника, од којих су сви румунске националности.